# مسجد أحمد البدوي
مسجد أحمد البدوي أو المسجد الأحمدي هو أكبر مساجد مدينة طنطا بشمال مصر، وبه ضريح أحمد البدوي، أحد أقطاب الولاية الأربعة لدى الصوفية من أهل السنة والجماعة. إمام وخطيب المسجد الحالي الدكتور محمود الهلالي الهلالي عبد الصمد.

## الوصف
المسجد الأحمدي أشهر مساجد منطقة الدلتا هو أكبر مساجد مدينة طنطا ومحافظة الغربية وبلغت مساحته بعد إعادة بنائه في القرن الرابع عشر الهجري فدان ونصف. المسجد وهو مربع الشكل وهو عبارة عن صحن يحيط به أربع أروقة يغطي الصحن قبة مرتفعة، وفي الجانب القبلي من المسجد يوجد قبر أحمد البدوي وتلميذه عبد المتعال والشيخ مجاهد. وللمسجد سبعة أبواب، أربعة بالجهة الغربية، وباب واحد بالجهات الثلاث الأخرى.

## تاريخ
بعد وفاة أحمد البدوي يوم الثلاثاء 12 ربيع الأول 675 هـ/24 أغسطس 1276 م بمدينة طنطا -عن عمر يناهز 79 عاماً - خلفه من بعده تلميذه عبد العال، وبنى مسجده. وكان في البداية على شكل خلوة كبيرة بجوار القبر، ثم تحولت إلى زاوية للمريدين. ثم بنى لها علي بك الكبير المسجد والقباب والمقصورة النحاسية حول الضريح، ووأوقف علي بك الكبير أرضا زراعية وعقارات للإنفاق على المسجد والعلماء والفقراء وطلاب العلم، وأتباع الطريقة الأحمدية، أثناء انفصاله عن الدولة العثمانية وقت حكمه مصر، حتى أصبح أكبر مساجد طنطا. وقال عنه علي مبارك في الخطط التوفيقية: إنه لا يفوقه في التنظيم وحسن الوضع والعمارة إلا قليل.
تحول المسجد الأحمدي إلى معهد للعلوم الإسلامية خلال القرن الثاني عشر الهجري على غرار الجامع الأزهر، وكان عدد طلابه أكثر من 2000 طالب، وله شيخ كشيخ الأزهر وبلغ قمة مجده وازدهاره خلال القرن الرابع عشر الهجري. وقد أجريت له عمارات وتوسعات سابقة في عصر عباس الأول ومحمد سعيد والخديوي إسماعيل وعباس حلمي الثاني والملك فؤاد.

### ترميمه
في عهد الرئيس السابق محمد أنور السادات، أدخلت توسعات جديدة على مسجد البدوي عام 1975، وآخر أعمال ترميمية به كانت عام 2005. جدد المسجد الأحمدي سنة 2008 وبلغت تكاليف عمارته 17 مليون جنيه.

## الاحتفال بمولد البدوي
يعتبر الاحتفال بمولد البدوي  من أكبر الاحتفالات الدينية في مصر،. حيث تحتفل 67 طريقة صوفية. ويقام في منتصف أكتوبر من كل عام حول مسجد البدوي  الكائن فيها ضريحه بمسجده الشهير، ويقام لمدة أسبوع  وسط إجراءات أمنية مشددة. ويتبعه الاحتفال بمولد إبراهيم الدسوقي بمدينة دسوق في الأسبوع الذي يلي الاحتفال بالبدوي مباشرةً. وقد ساعد إقامة مولد البدوي كل عام في ربط الشمال المصري بجنوبه، حيث أن كثير من أهل الصعيد لا يزورون الوجه البحري إلا في موعد إقامة مولد البدوي، وعندما ينتهي في طنطا يذهبون إلى دسوق للاحتفال بمولد الدسوقي.
ويقام للبدوي احتفالاً آخر يعرف بالمولد الرجبي، ويقام في النصف الأول من شهر أبريل من كل عام، ويقام لمدة أسبوع أيضاً.

## معرض الصور

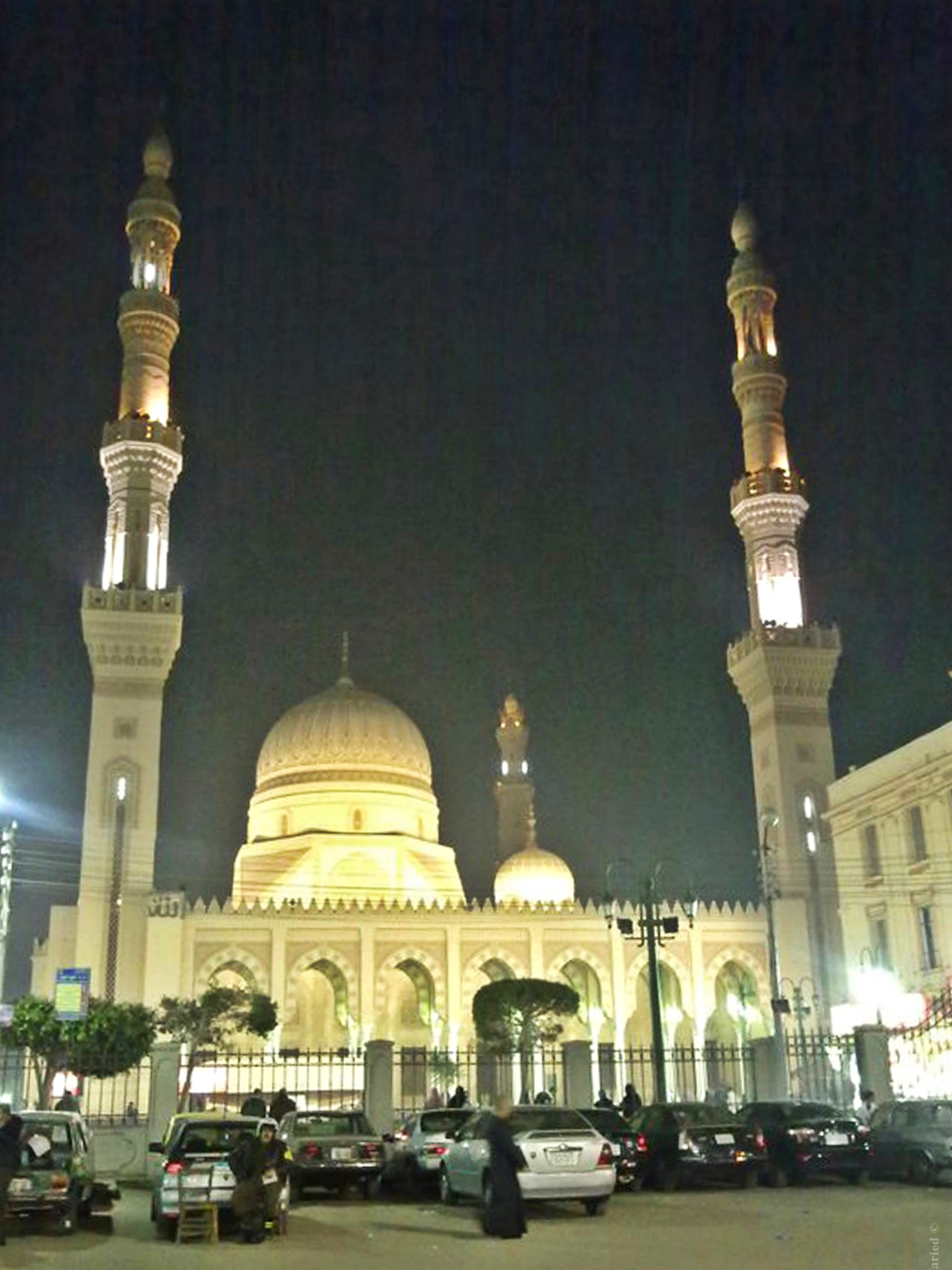
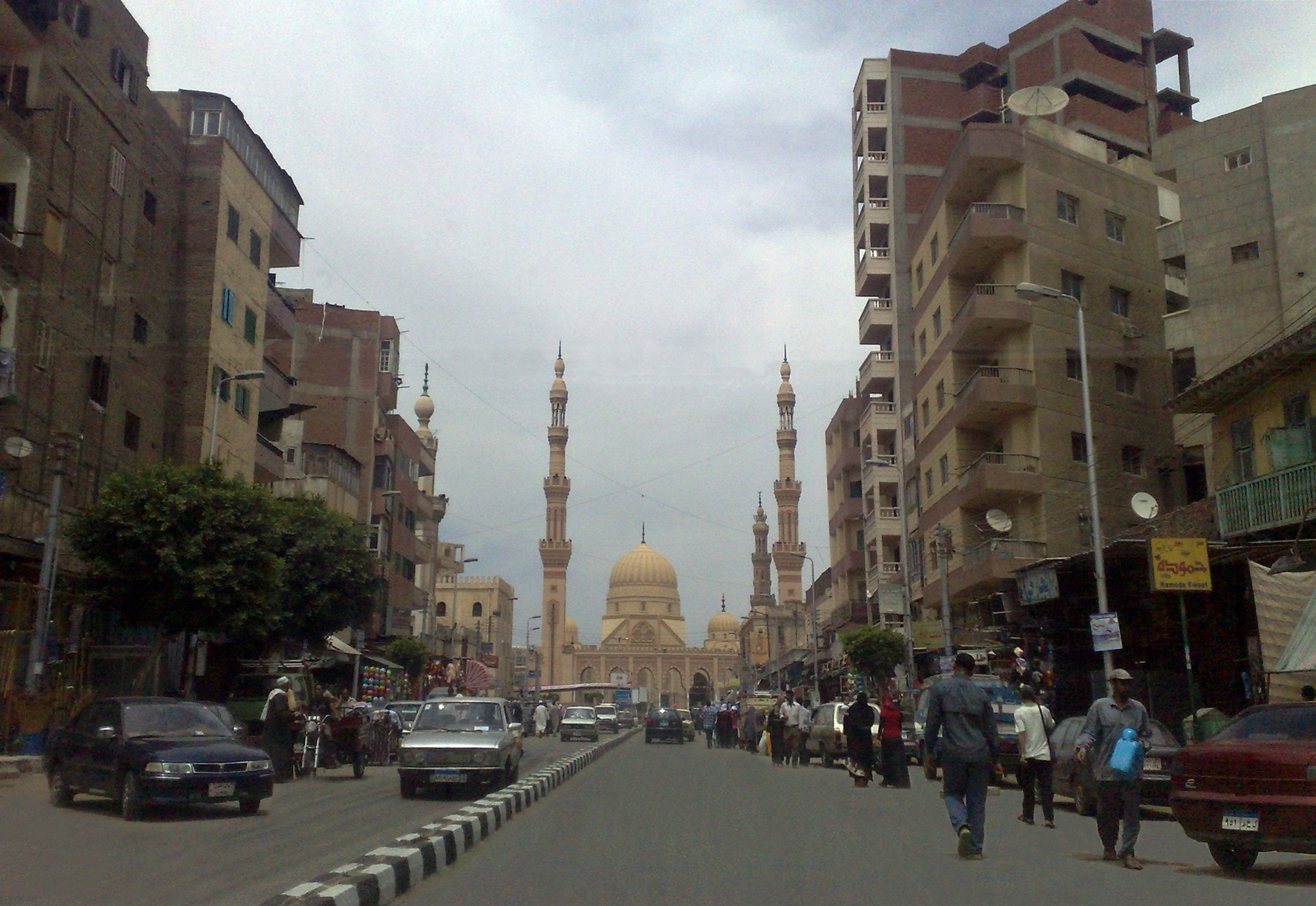
مسجد أحمد البدوي القابع في قلب مدينة طنطا.
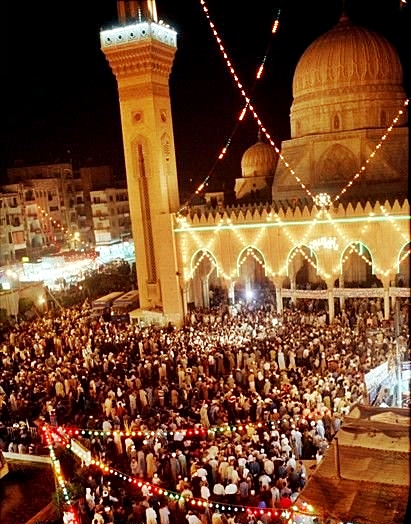
الزحام حول المسجد ليلاً في الليلة "الكبيرة" الختامية للاحتفال بمولد البدوي.
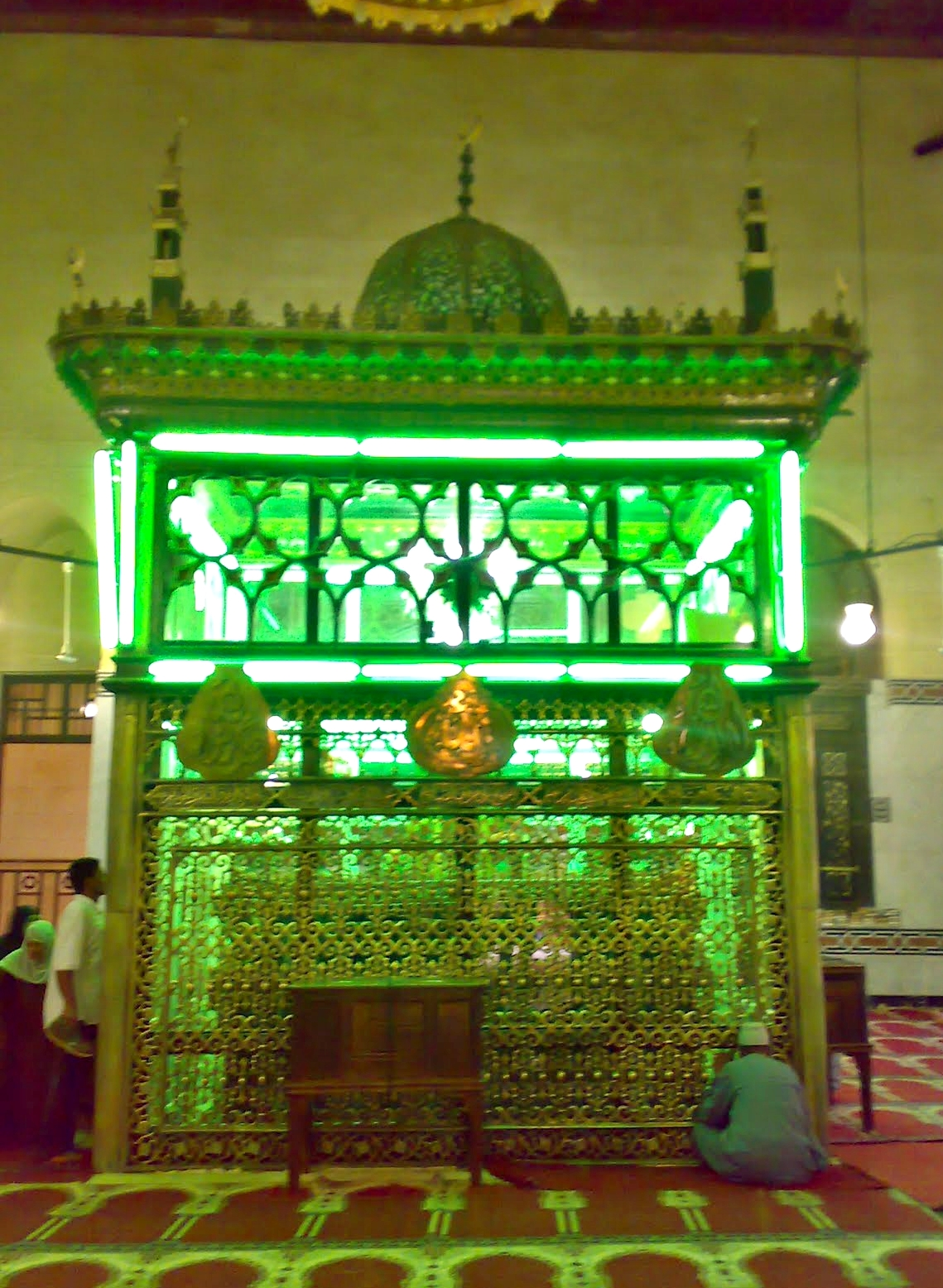
ضريح أحمد البدوي.
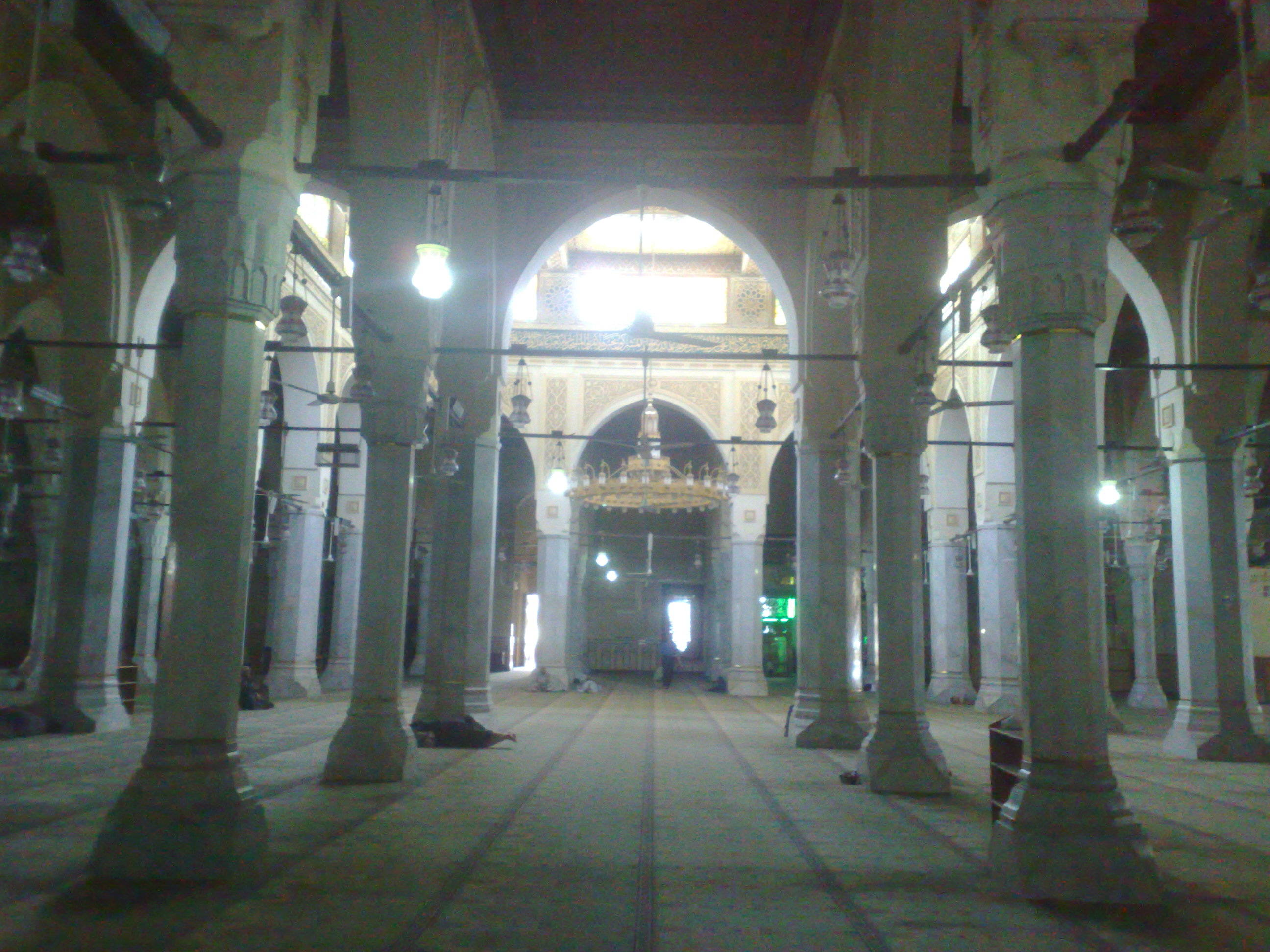
وسط المسجد من الداخل، ويظهر في النهاية على اليمين ضريح البدوي بإضاءة خضراء.
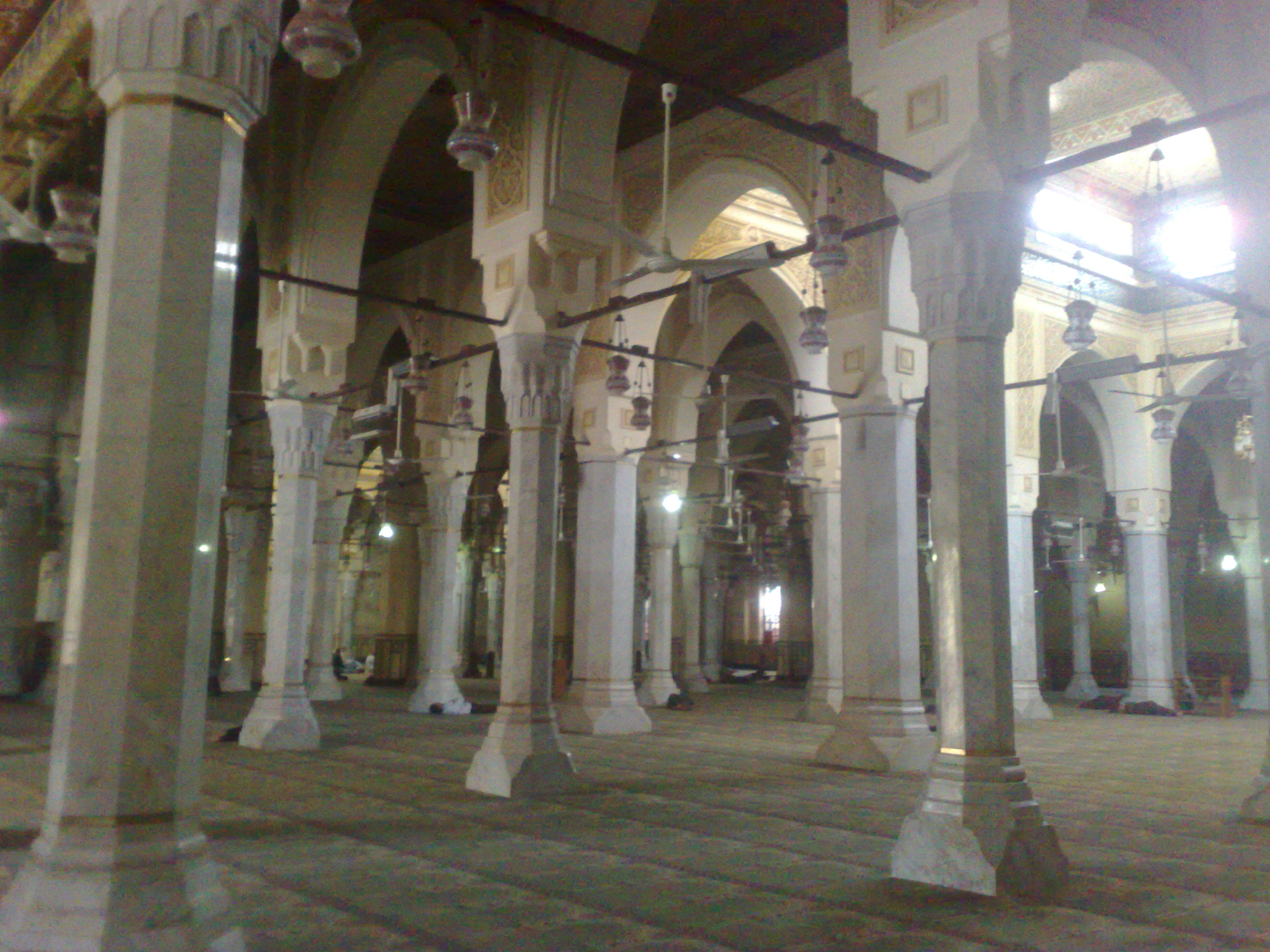
تظهر الصورة كثرة الأعمدة على الطراز الإسلامي.
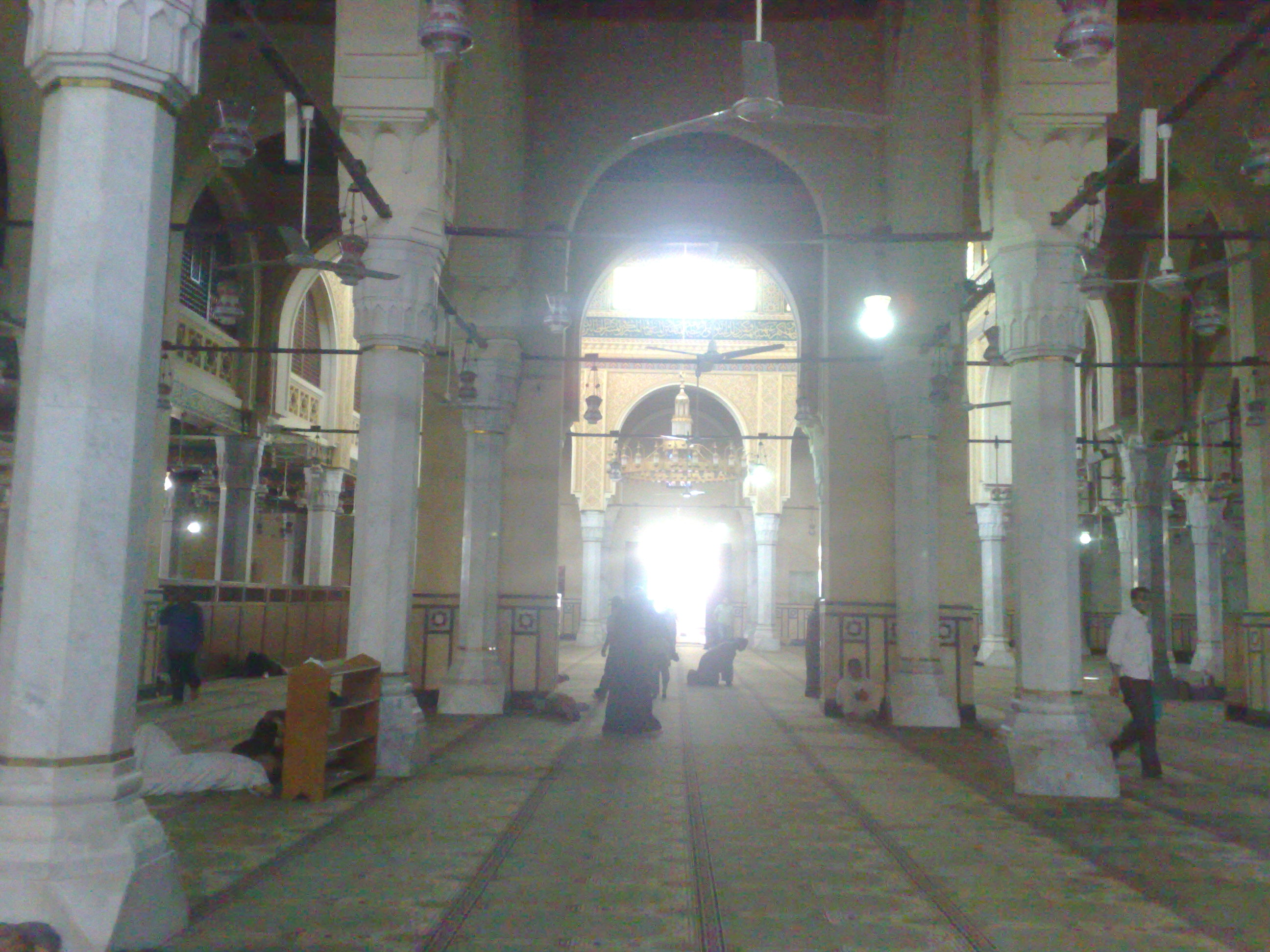
إحدى أركان المسجد المؤدية إلى أحد أبوابه.
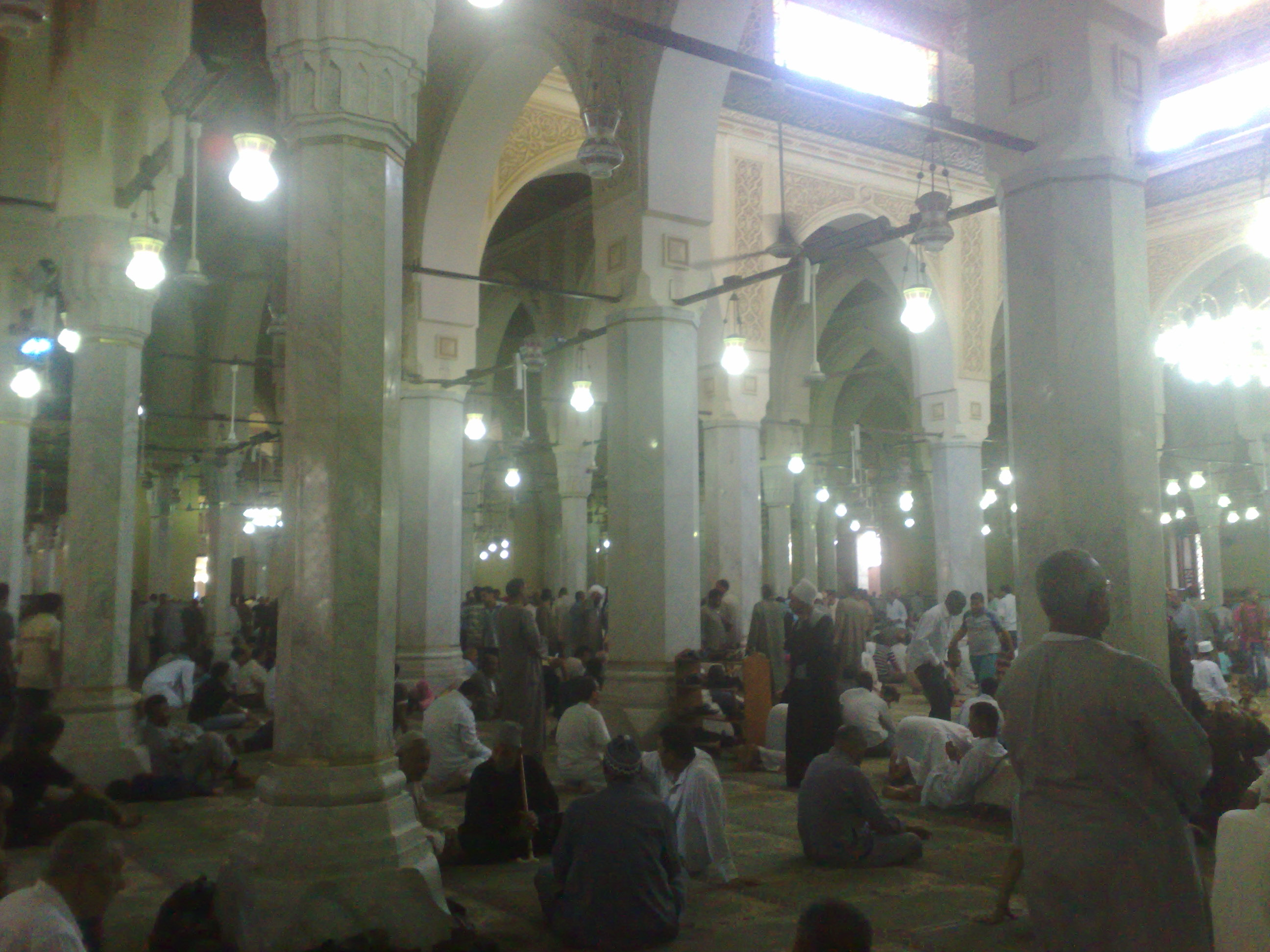
عقب صلاة الجمعة مباشرةً بتاريخ 15 يوليو 2011.
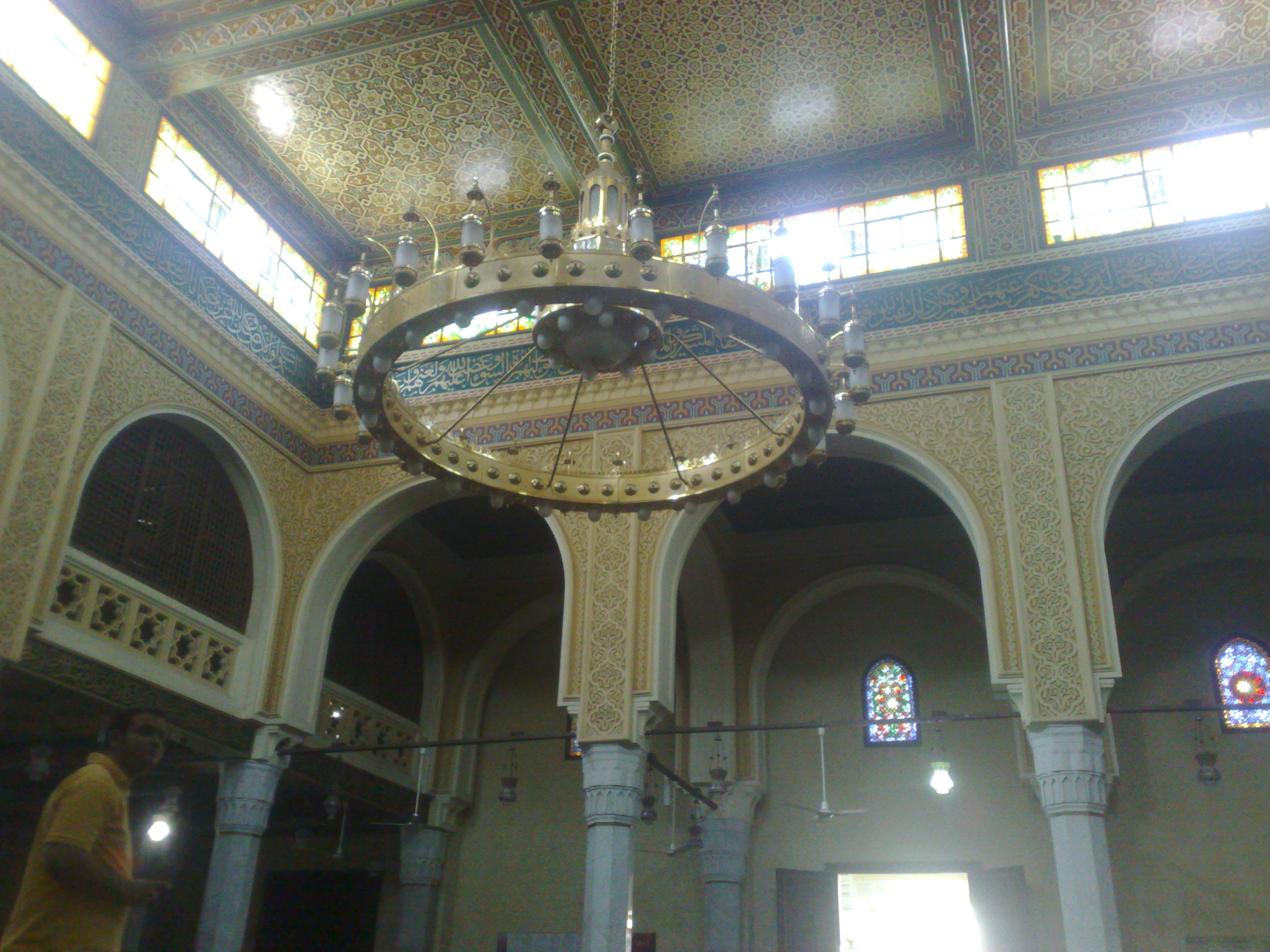
نجفة نحاسية بوسط المسجد.
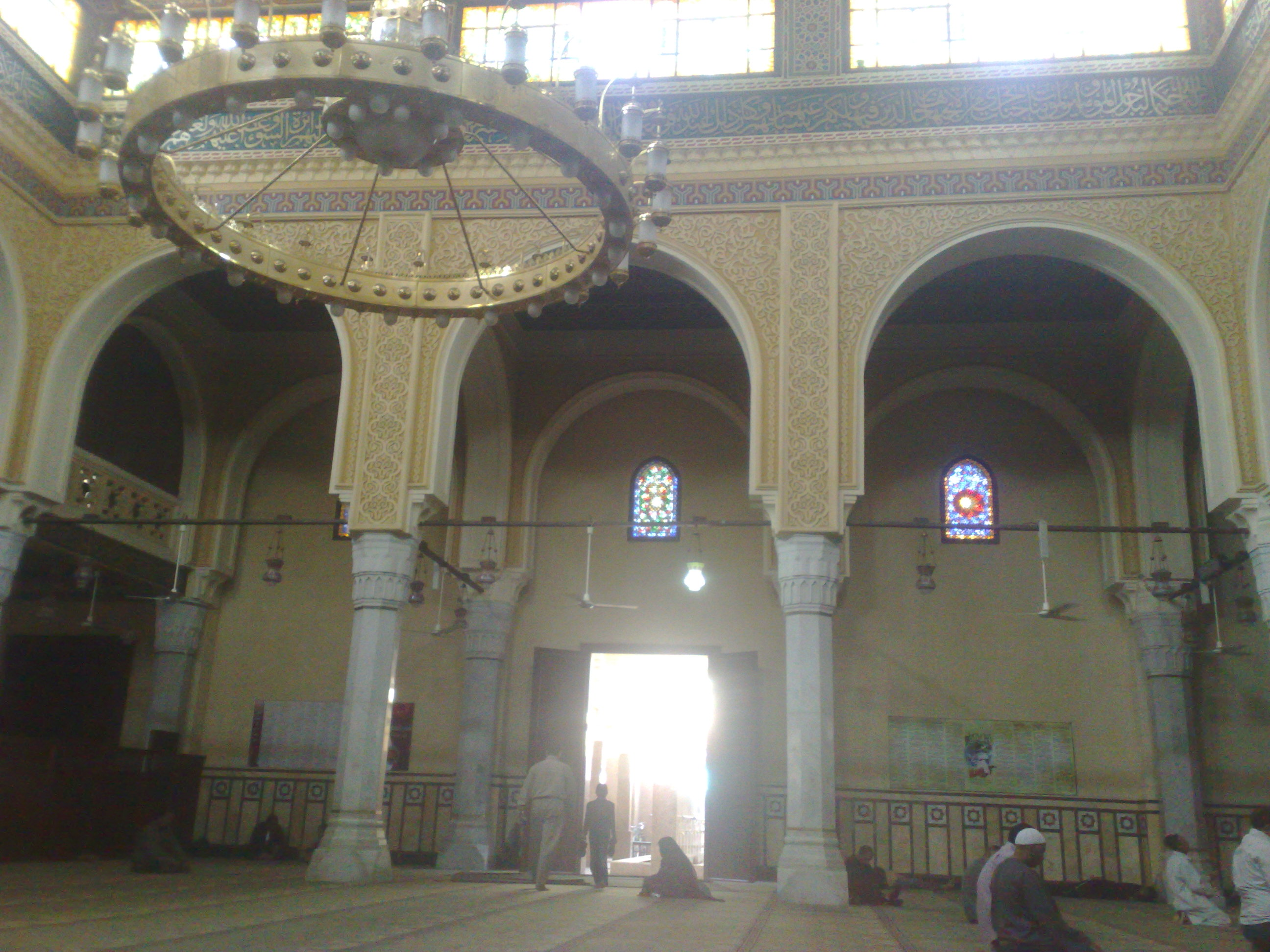
تظهر الزخارف الإسلامية والزجاج الملون في كافة جوانب وأركان المسجد العلوية.
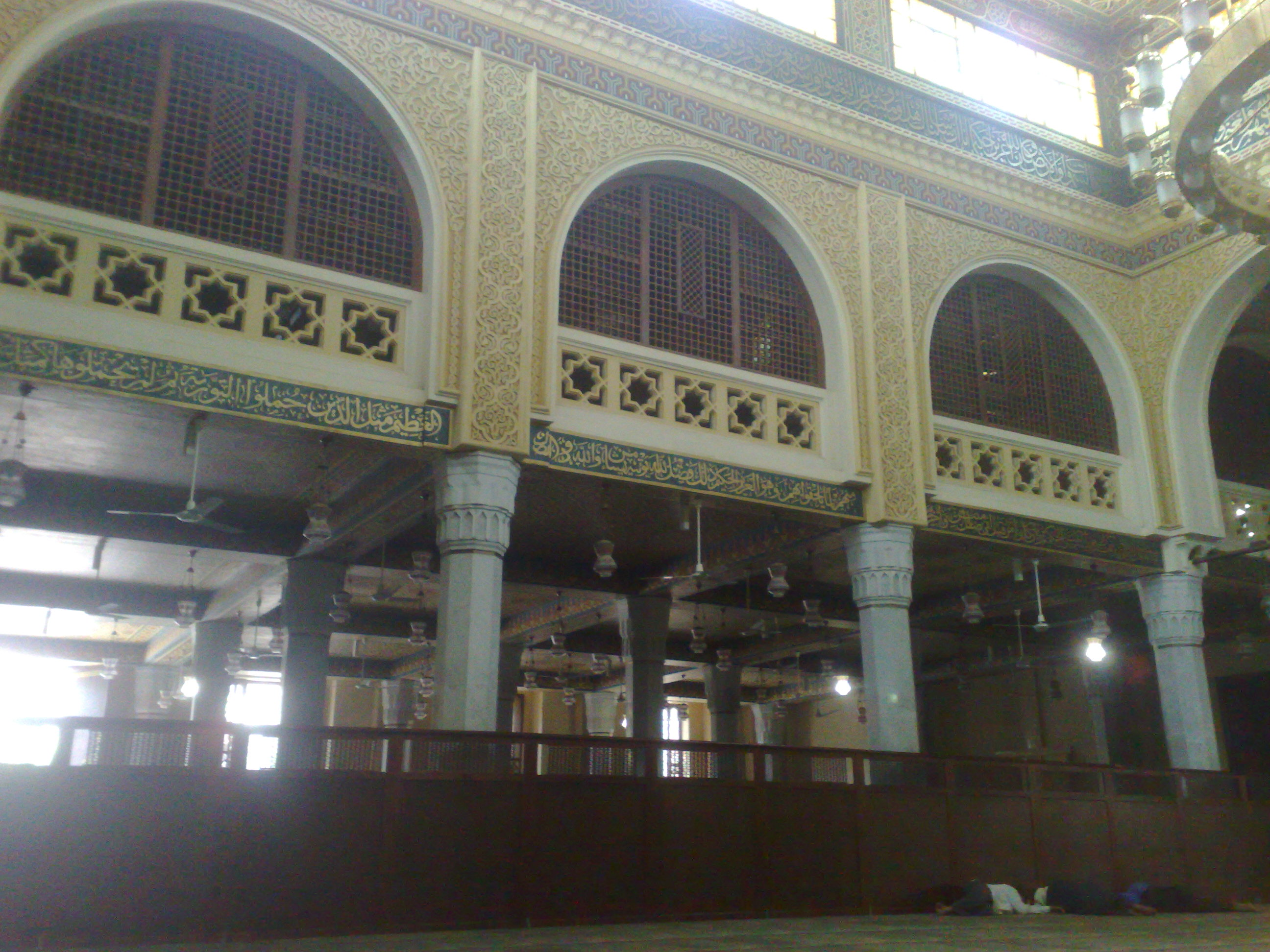
مصلى النساء بالأعلى.
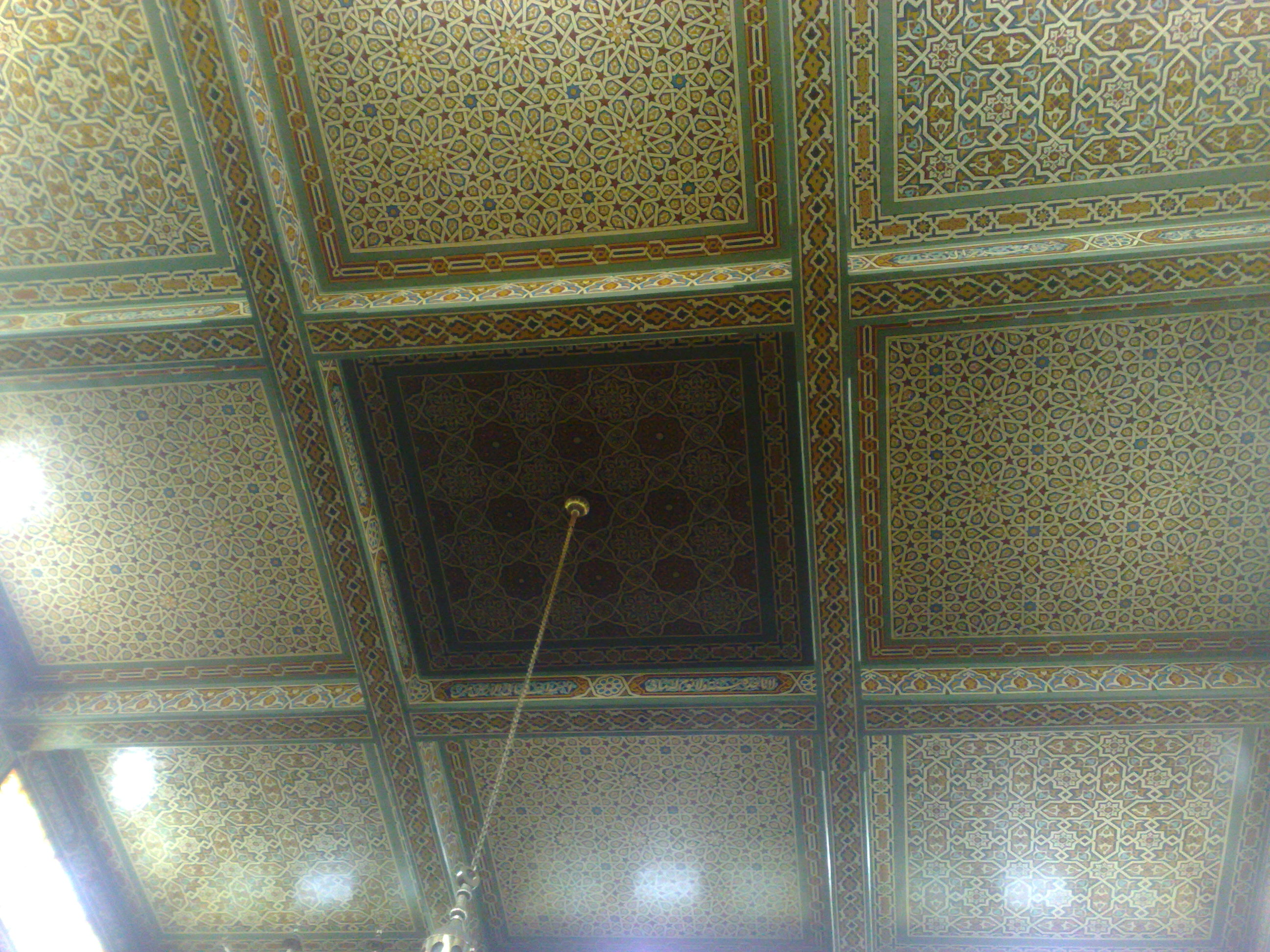
إحدى أشكال الزخارف المغطية لسقف المسجد من الداخل.
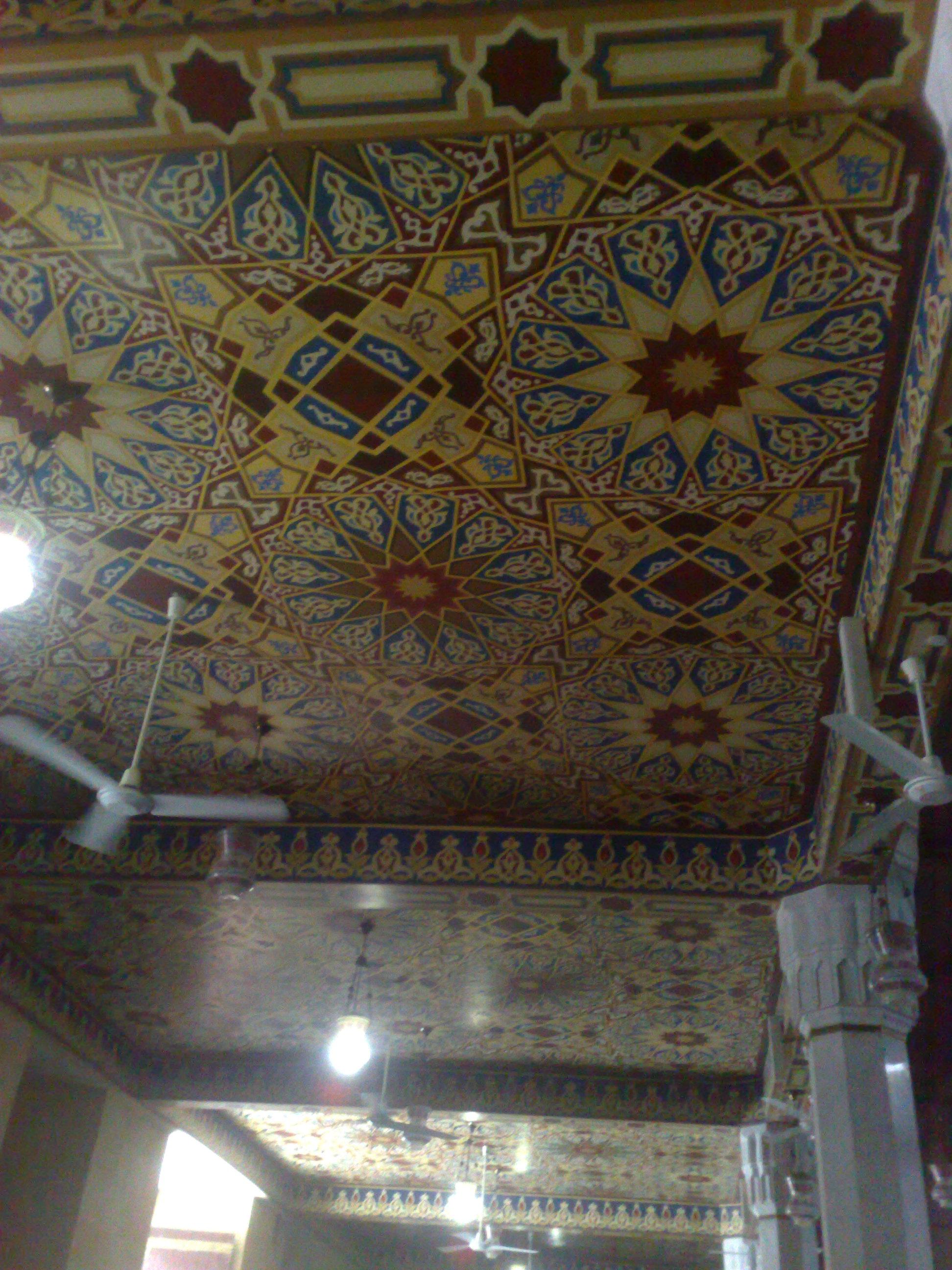
أشكال أخرى للسقف توجد بالقرب من أبواب المسجد.